# Кузнецов, Владимир Сергеевич
Владимир Сергеевич Кузнецов (6 января 1954, Адлер, СССР) — российский государственный и политический деятель. Глава Администрации Приморского края с 8 октября 1991 по 23 мая 1993 года.

## Биография
Владимир Кузнецов родился 6 января 1954 года в Адлере.
С 1969 по 1973 год обучался в Московском техникуме железнодорожного транспорта им. А. Андреева.
В 1973—1976 годах проходил службу на Тихоокеанском Флоте Вооруженных Сил СССР. Член КПСС, парторг. 
С 1976 по 1981 году учился в Московском государственном институте международных отношений Министерства иностранных дел СССР.
По окончании института в 1981—1982 годах работал научным сотрудником Научно-исследовательского института «Электрон» (Москва).
В 1982—1983 годах преподавал в Московском энергетическом техникума Минэнерго СССР.
В 1983 году работал старшим исследователем Владивостокского отделения Института экономических исследований Дальневосточного отделения Академии наук СССР.
В 1983 году поступил в аспирантуру Института мировой экономики и международных отношений Академии наук СССР. По окончании аспирантуры, в 1987—1990 годах работал научным сотрудником, заместителем директора Института экономических и международных проблем освоения океана Дальневосточного отделения Академии наук СССР.
В 1990—1991 годах Кузнецов был председателем исполнительного комитета Приморского краевого Совета народных депутатов, а с 1991 по 1993 год — Главой Администрации Приморского края.
В 1993 году Владимир Кузнецов был назначен Генеральным консулом России в Сан-Франциско (Соединённые Штаты Америки) и состоял в должности по 1997 год.
С 1997 по 2002 год был директором по западным штатам Соединённых Штатов Америки Фонда президентских программ.
Осенью 1995 года Кузнецов безуспешно боролся за депутатский мандат Государственной думы по федеральному списку от Партии любителей пива.
В 2002 году баллотировался в Госдуму от Приморья.
С 2002 по 2007 год Кузнецов занимал должность профессора Дальневосточного государственного университета (ДВФУ).
В 2007—2011 года был советником Президента Чувашской Республики.
В 2011 году Кузнецов был назначен директором Школы региональных и международных исследований Дальневосточный федерального университета.
В 2015—2016 годах преподавал политологию в ДВФУ.
В 2013 году Владимир Кузнецов возглавлял Общественный экспертный совет по привлечению инвестиций в Приморский край.

## Личная жизнь
Жена Валерия Кузнецова, дочь, сын.
Гражданский брак жена Вера, сын.